# 塞河
塞河（法語：Sée，法語發音：[se]）是法國的河流，位於芒什省，河道全長78.1公里，發源自苏尔德瓦勒附近，流域面積477平方公里，最終在阿夫朗什注入英吉利海峡，河畔城鎮有布雷塞。

## 外部連結
- http://www.geoportail.fr （页面存档备份，存于）
- Sandre数据库中的塞河 （页面存档备份，存于）